# Joseph Hergenröther
Joseph Adam Gustav Hergenröther (Würzburg, 15 settembre 1824 – Abbazia di Mehrerau, 3 ottobre 1890) è stato un cardinale e storico tedesco.

## Biografia
Era figlio di Johann Jacob Hergenröther professore di medicina dell'università di Würzburg.
Studiò inizialmente a Würzburg, completandovi gli studi ginnasiali, e frequentando per due anni i corsi di filosofia dell'Università. Il vescovo Georg Anton von Stahl lo inviò al Collegio Germanico di Roma, dove però, a causa dei moti del 1848, non poté conseguire il dottorato in teologia. Proseguì gli studi a Monaco di Baviera dove ottenne la laurea nel 1859 in teologia discutendo una tesi sulla dottrina della Santissima Trinità presso san Gregorio di Nazianzo. Dal 1852 al 1879 fu professore di storia ecclesiastica e diritto canonico a Würzburg.
Papa Pio IX lo invitò a Roma nel 1867, affidandogli l'incarico di consultore per la preparazione del Concilio Vaticano I. Fu poi un ardente sostenitore delle tesi del Concilio e prese posizione contro lo storico Johann Joseph Ignaz von Döllinger, che sarà scomunicato.
Papa Leone XIII lo elevò al rango di cardinale nel concistoro del 12 maggio 1879 e il 15 maggio dello stesso anno ottenne la diaconia di San Nicola in Carcere. Sempre nello stesso anno, il 9 giugno, papa Leone XIII lo nominò prefetto dell'Archivio Segreto Vaticano e gli permise di aprire l'archivio alla consultazione di tutti gli studiosi. Il 1º giugno 1888 optò per la diaconia di Santa Maria in Via Lata.
La principale opera storica dell'Hergenröther è l'Handbuch der allgemeinen Kirchengeschichte ("Manuale di Storia generale della Chiesa"). Il suo metodo storico si proponeva di esporre fedelmente i fatti in tutta la loro verità oggettiva, senza tacere quegli episodi che fossero di scandalo.
Morì il 3 ottobre 1890 all'età di 66 anni.